# سرزمین ماد
ایالت ماد (پارسی باستان:𐎶𐎠𐎭)، (رومی:Mād) منطقه‌ای باستانی در شمال غربی ایران است که بیشتر به عنوان پایگاه سیاسی و فرهنگی مادها شناخته می‌شود. ایالت ماد در دوره هخامنشی، شامل آذربایجان ایران، کردستان ایران و بخش‌هایی از طبرستان و گیلان می‌شد. به عنوان یک ساتراپی تحت حکومت هخامنشیان، حتی منطقه وسیع تری را از جمله منطقه داغستان در شمال را نیز شامل می‌شد. با این حال، پس از حملات اسکندر مقدونی، بخش‌های شمالی تقسیم و از هم جدا شد و به آتروپاتین معروف شد، در حالی که منطقه باقی‌مانده در جنوب به عنوان ماد سفلی شناخته شد.

## ریشه قومی

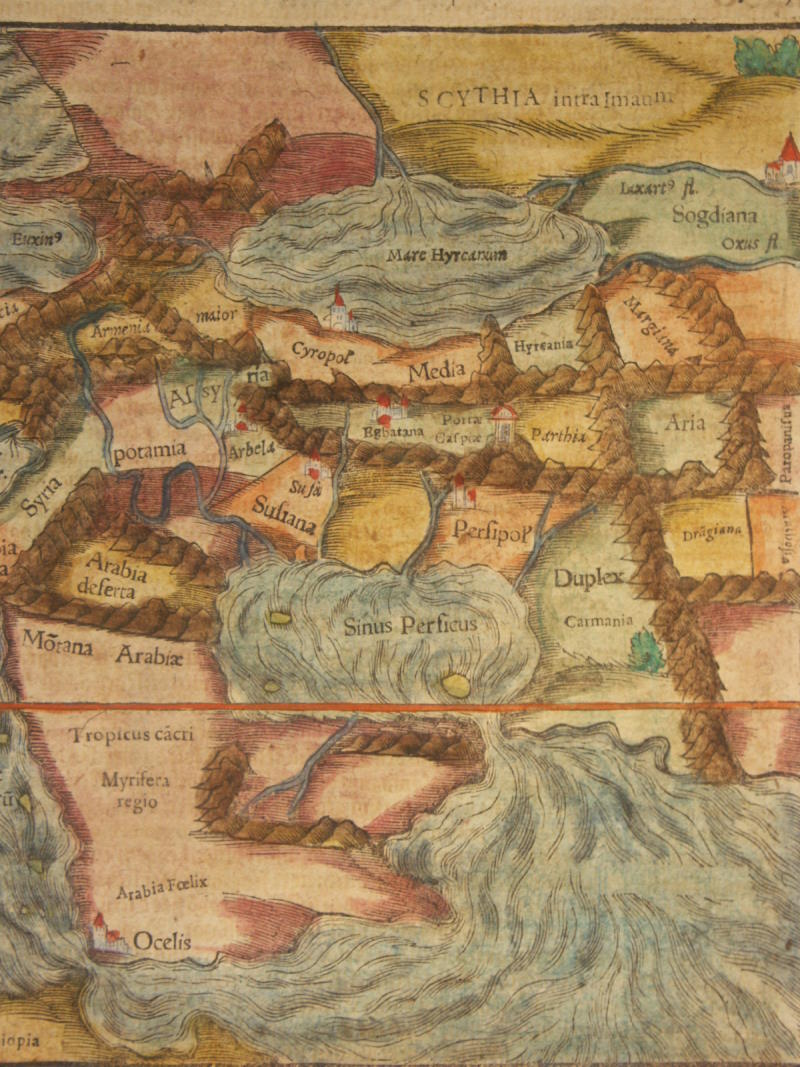
نقشه قدیمی از موقعیت اقوام ماد در شمال و شمال غربی ایران

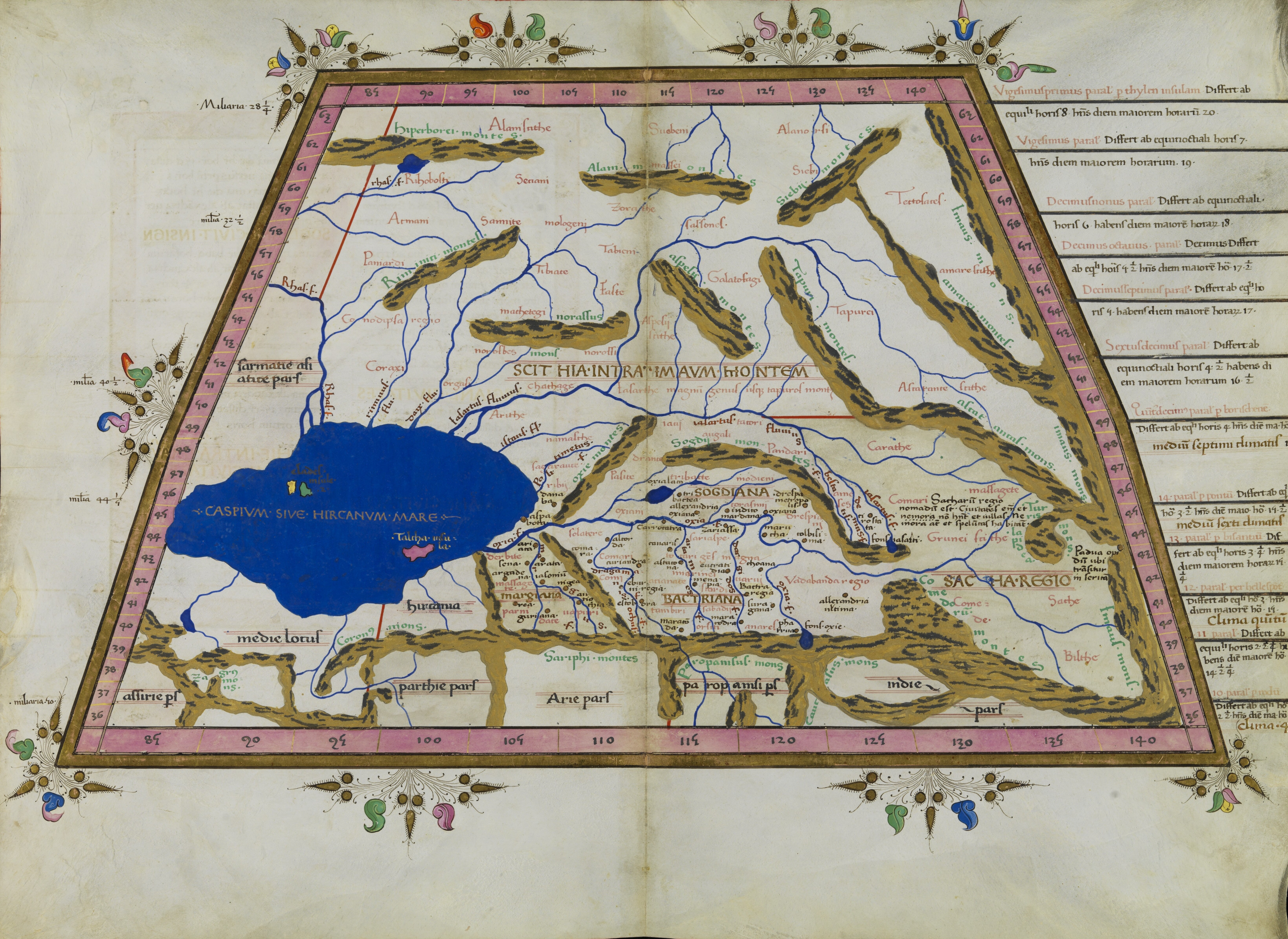
موقعیت مادها در نقشه بطلمیوس

مناطق ماد نشین

هرودوت مادها را آریایی می‌نامد و می‌گوید در قدیم مادها را آریایی می‌نامیدند. هرودوت در دفتر هفتم بند شصت و دو می‌نویسد:

مادها در ارتش مانند پارسیان مجهز بودند. فرمانده آن‌ها تیگران هخامنشی بود. این‌ها در زمان قدیم توسط همه مردان آریایی نامیده می‌شدند، اما زمانی که زن کولخیس ماد از آتن در میان آریایی‌ها آمد، نام خود را مانند پارسیان تغییر دادند. این روایت خود مادها از خودشان است. کیسی‌ها در ارتش مانند پارسی‌ها مجهز بودند، اما عمامه بر سر داشتند و کلاه نداشتند. فرمانده آنها آنافس پسر اوتانس بود. هیرکانی‌ها مانند پارس‌ها مسلح بودند. رهبر آن‌ها مگاپانوس بود. که بعداً فرماندار بابل شد.

استرابون اقوام کادوسی، آماردی، تپوری و کرتی را به عنوان اقوام کوهستان‌نشین ماد یاد می‌کند. استرابون می‌نویسد:

تمام مناطق این کشور به استثنای بخشی به سمت شمال که کوهستانی و ناهموار و سرد است و محل زندگی کوهنشینانی به نام کادوسی (Cadusii) و آماردی (Amardi) و تپوری (Tapyri) و کرتی (Cyrtii) و سایر مردمان دیگراست، حاصلخیز است.

استرابون اعتقاد دارد نواحی تپور و ری و دروازه کاسپین بخشی از سرزمین ماد بودند که اشکانیان بر آن سلطه یافتند و می‌نویسد:

مناطقی از کشور پارت، قومس (Comisene) و خوار (Chorene) است و می‌توان گفت کل منطقه‌ای است که تا دروازه کاسپین (Caspian Gates) و ری (Rhagae) و تپوری (Tapyri) گسترش می‌یابد، که قبلاً متعلق به ماد بود.

احمد کسروی در کتاب کاروند از قول استرابون می‌نویسد:

استرابون مورخ یونانی در کتاب جغرافیای خود که دو هزار سال پیش نوشته است، اقوام کوه نشین سرزمین ماد را بدینسان نام می‌برد: کردتیان، آماردان، تپوران، کادوسیان.

## قدیمی‌ترین اسناد تاریخی مرتبط با مادها
نام ماد نخستین بار در متون شلمنسر سوم (۸۵۸–۸۲۴ پ. م) پادشاه آشور آمده است و در آن از مردم سرزمین مادا نام برده شده است. ساکنان این سرزمین به نام ماد شناخته شدند. سرزمین آذربایجان فعلی در شمال غربی فلات ایران را با نام ماد کوچک، تهران (ری)، حوزهٔ شمال غربی کویر مرکزی و همدان را با نام ماد بزرگ می‌شناختند. نخستین پایتخت کشور ماد هگمتانه نام داشت.
در دورهٔ نخستین، مرزهای غربی شاهک‌نشین‌های ماد که از یکدیگر مستقل بودند، از مرزهای غربی دشت همدان فراتر نمی‌رفتند. اطلاعات ما دربارهٔ حدود شمالی و شرق ماد بسیار اندک است. با این حال، سرزمین اصلی ماد، آن‌گونه که آشوری‌ها از اواخر سدهٔ نهم پ.م. تا آغاز سدهٔ هفتم پ.م. آن را می‌شناختند، از سوی شمال به گیزیل بوندا محدود می‌شد که گیزیل بوندا در کوه‌های قافلان‌کوه در شمال دشت همدان قرار داشت؛ از سوی غرب و شمال غرب نیز محدودهٔ آن از دشت همدان فراتر نمی‌رفت و به کوه‌های زاگرس محدود می‌شد؛ به جز در جنوب غربی که مادها تا دره‌های زاگرس را در اختیار داشتند که این مرز در دامنهٔ رشته‌کوه گرین واقع شده بود و ماد را از الیپی، پادشاهی‌ای در نواحی پیشه‌کوه به سمت جنوب کرمانشاه، جدا می‌کرد. از سوی جنوب نیز مرز ماد به منطقهٔ ایلامی سیماشکی محدود می‌شد که امروزه با درهٔ خرم‌آباد تطبیق داده می‌شود.

## سالشمار
- در سال ۶۳۳ پ.م. سکاها به سرزمین ماد حمله کردند. ۹ سال بعد در سال ۶۲۴ پ.م. مادها، سکاها را شکست داده و عقب می‌رانند.[۸]
- در سال ۶۱۲ پ.م. ماد و بابل متحد شدند و هووخشتره به نینوا مرکز آشور حمله کرد و پادشاهی آشور را برانداخت.[۹]
- در سال ۵۵۰ پ.م. ایشتوویگو آخرین شاه ماد پس از پنج سال جدال با پارسیان از کوروش شکست خورده و پیرو آن هگمتانه به تسخیر کوروش در می‌آید.[۱۰]
- در سال ۱۵۵ پ.م. دوباره مهرداد یکم پادشاه اشکانی سرزمین ماد را تسخیر می‌کند.[۱۱]

## دوره اول تهاجم به سرزمین ماد
آشوری‌ها تا پایان دوران حکومت آشور-ناصیر-پال دوم از قلل مرزی زاگرس نگذشته به نقاط دور دست ماد نفوذ نمی‌کردند. ولی بعد از آنکه پایگاه جنگی در زاموآ برای خود ایجاد کردند، در جهت سرزمین ماد و دریای خزر تهاجمات سریع به عمل آوردند. اتحادیه قبایل ماد تا حدود دهه سوم پ.م. برخوردی با آشور نداشت. در سال ۸۴۲ پ.م. شلمنسر سوم آشوب نامار را خاموش کرد و یانزی بیت‌همبان را که مجاور محل بود به پادشاهی نامار مستقر ساخت اما پیشوای (یانزی) مزبور در سال ۸۳۴ پ.م. از اطاعت آشور سرپیچی کرد و این بهانه‌ای برای نخستین لشکرکشی شلمنسر سوم به خاک ماد شد.
آشوری‌ها از سوی شمال‌شرقی و از طریق گردنه‌های کوه‌های خشمار به طرف نامار سرازیر شدند. آشوری‌ها دژهای نامار را تارومار کرده اموالی که در کوهستان‌ها مخفی شده بود، تصرف نمودند و این عملیات چنان سریع انجام گرفت که فرصتی برای اقدامات دیگر باقی ماند و لشکریان آشور به قصد غارت و چپاول بسوی داخل سرزمین ماد به حرکت درآمدند. محتملا یانزی (شاه) نامار به ماد گریخته بود و این خود بهانه‌ای برای حمله آشوری‌ها به آن سرزمین شد. لشکریان آشور در مرحله اول پیشرفت وارد کشور پارسوآ شدند و از ۲۷ شاهک آنجا خراج ستاندند.
در ادامه تجاوزات، آشوری‌ها از کوه‌ها گذشته به سرزمین مسی در قسمت علیای زرینه‌رود سرازیر شدند و سپس بسوی دیگر کوهستان‌ها و ناحیه آرازیاش و خارخار که در آن عهد به اتحادیه قبایل ماد تعلق داشت، حرکت کردند. منابع آشوری برای بار اول از سرزمین آمادای یاد می‌کنند. ظاهراً لشکر آشور به بخش علیای قزل‌اوزن نزدیک بیجار و شاید دره همدان کنونی نفوذ کردند.
سالنامه‌های شلمنسرسوم نام چهار دژ که وی در کشور مادها اشغال کرد، ذکر می‌کنند. آشوری‌ها عده‌ای از ساکنان را به بردگی بردند و بخش اعظم ساکنان و دامها علی‌رسم در کوه‌ها پنهان شده بودند و آشوری‌ها مدتی در دره‌ها یکه‌تازی کردند؛ حتی در خارخار تصویر شلمنسر را بر سنگ نقر کردند ولی با اینحال راه بازگشت پیش گرفتند و یانزی نامار را که به اسارت درآورده بودند، با خود بردند.

### دایان آشور

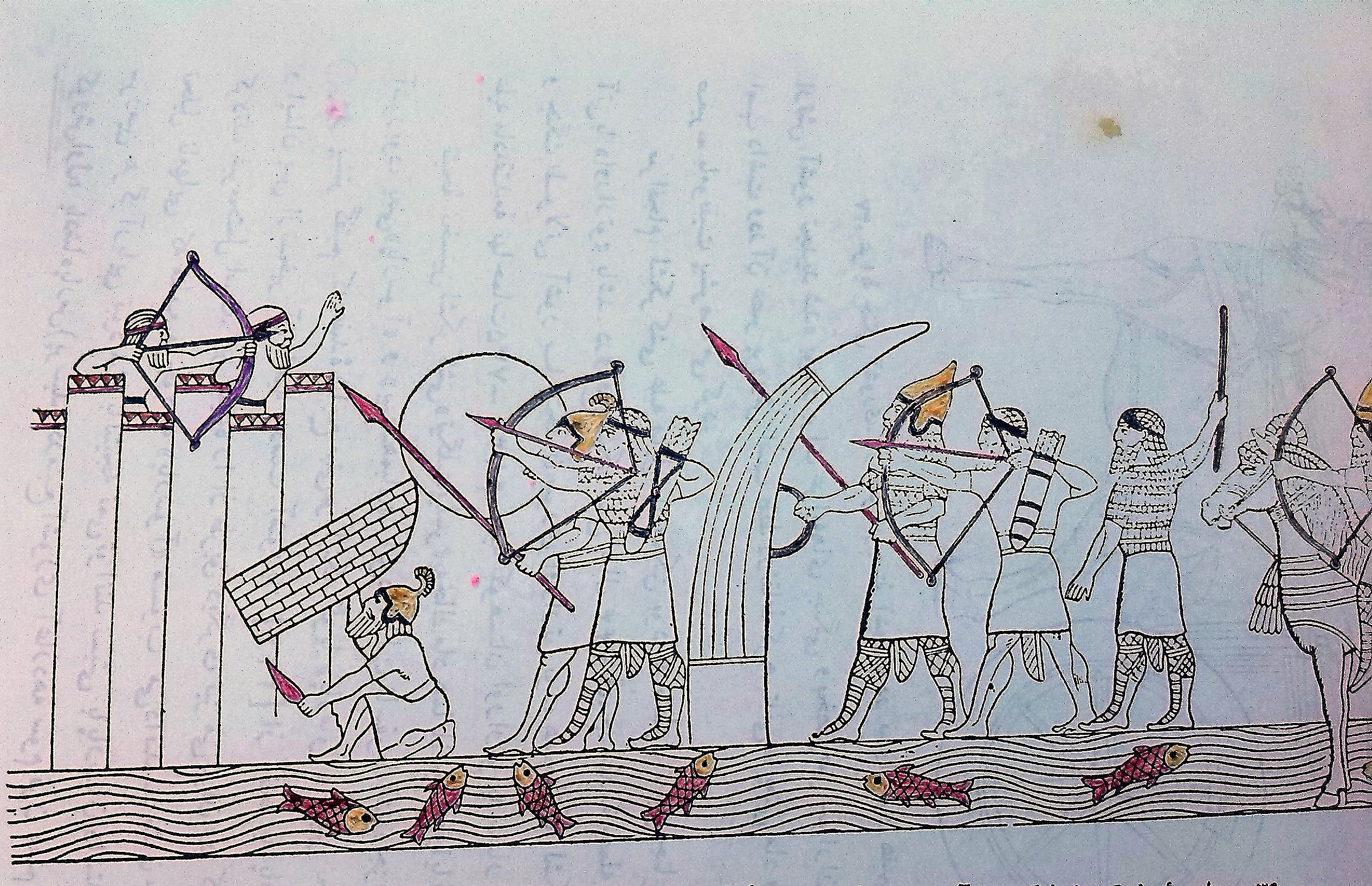
محاصره و تسلیم شدن یکی از شاهکان اتحادیه قبایل ماد

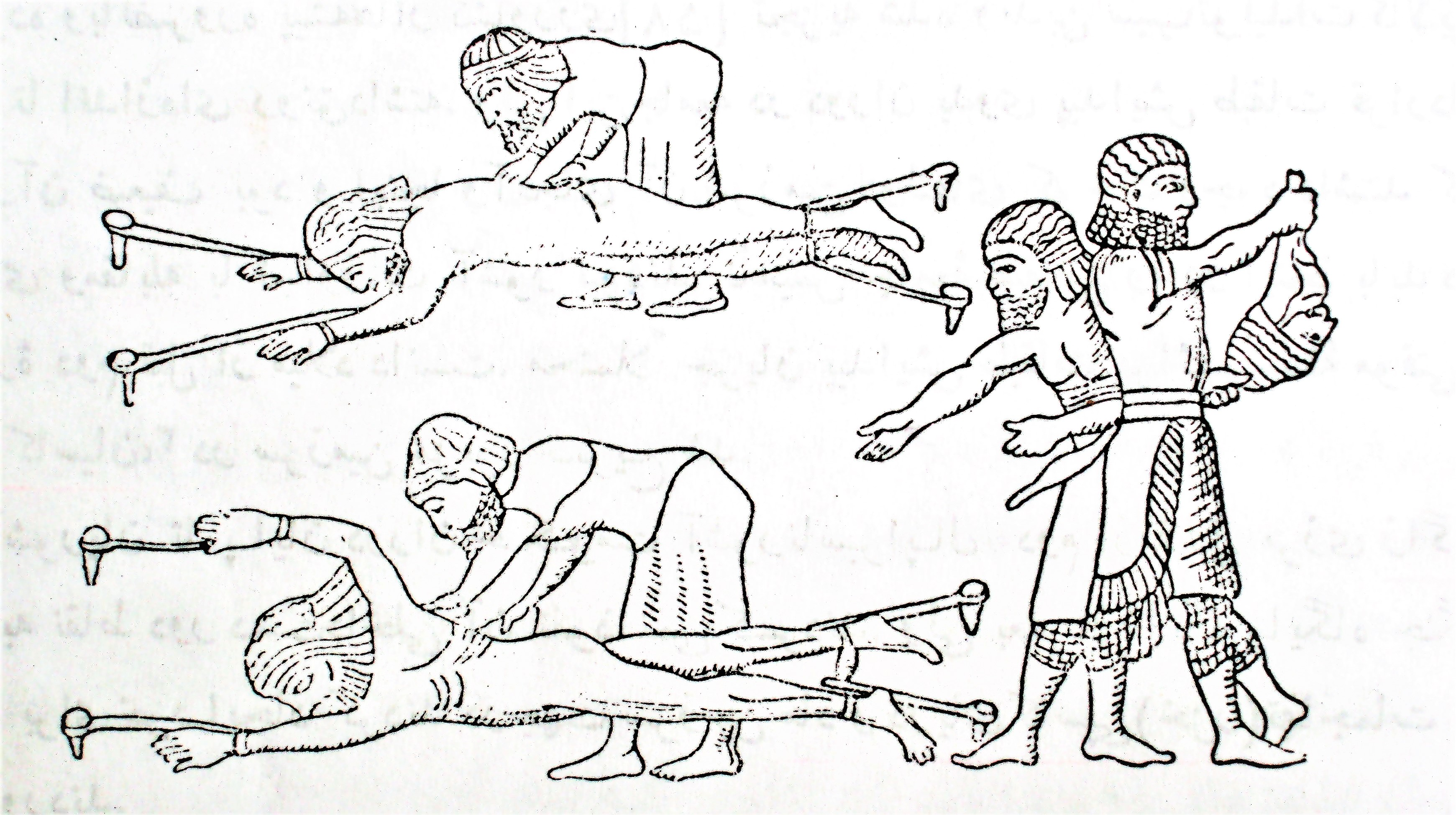
مجازات پیشوایان مادی اسیر

لشکرکشی‌ها در سال‌های بعد ادامه یافت و سردار (تورتان) دایان آشور در سال ۸۲۷ پ.م. بسوی زاب بزرگ حرکت کرده سپس سرزمین گیلزان را در کرانه غربی دریاچه اورمیه را اشغال کرد. دایان آشور تعدادی دام‌های شاخدار و اسب از گیلزان و پادشاهی‌های مجاور تا آندیا بر مسیر سفلای رود قزل‌اوزن برسم خراج گرفت. در همان سال، جنگ داخلی‌ای در آشور آغاز شد و فقط شمشی ادد پنجم پادشاه جدید آشور موفق شد مجدداً قدرت حکومتی واحد را در سراسر خاک پادشاهی مستقر سازد.
ایشپوئینی پادشاه اورارتو، در دوران جنگ‌های داخلی آشور به کرانه‌های دریاچه ارومیه رفته و پادشاهی گیلزان را به اورارتو ضمیمه ساخت. ظاهراً شکست سختی به پادشاهی منائیان متحد آشور وارد کرد؛ زیرا که در دههٔ دوم سده نهم پ.م. شارسینا متحد استراتژیک اورارتو، شاه منائیان بوده است.

#### شمشی ادد پنجم
شمشی ادد از کوه کولار گذشته هدایای تقدیمی بوشکیه، منائی، پارسوا را اخذ و از سرزمین میسیان گذر کرده دهکده‌ها و نقاط مسکونی بسیار آتش زد. آنگاه آشوری‌ها به کوهستان گیزیل‌بوندا که ناحیه مجاور دریاچه اورمیه را از سرزمین اصلی ماد جدا می‌کرده، روی آوردند. مهاجمان پس از آن‌که نخستین دژ کوهستانی ناحیه مزبور را به تصرف درآوردند، دو تن از پیشوایان گیزیل‌بوندا به منظور جلب عطوفت ایشان تعدادی اسب بارکش و عرابه به رسم هدیه تقدیم کردند ولی پیشوای سومی بنام پیریشاتی تصمیم گرفت که مقاومت کند اما شکست سختی متحمل و خود وی نیز اسیر شد. یکی دیگر از سران گیزیل‌بوندا اظهار انقیاد کرد و شمشی-ادد پنجم در قلعه وی که به سیبار موسوم بود، لوحی به پا داشت و تصویر خویش و نبشته‌هایی بر آن منقور ساخت. ظاهراً آشوری‌ها در مشرق قزل‌اوزن بودند و راه بسوی سرزمین ماد گشوده شده بود.
مادی‌ها تحت رهبری پیشوای اتحادیه قبایل قرار داشتند و این شخص هاناشیروکا نام داشت و مقرّ وی دژ ساگ بیتو بود. وی خواست در کوه‌های البرز پنهان شود ولی شاه آشور مادی‌ها را مجبور به پیکار کرد. به روایت لوح آشوری متجاوزان ۲۳۰۰ کشته و ۱۲۰۰ نقاط مسکونی را ویران کردند و ۱۴۰ سوار به اسیری گرفتند. پایداری مادی‌ها درهم شکسته نشد و مون سو آرتا فرمانروای آرازیاش هنگامی که آشوری‌ها در بازگشت از کوه‌های میان قروین و همدان عبور می‌کردند، راه را بر ایشان سد کرد ولی به این دسته از مادی‌ها ضربهٔ سختی وارد آمد. به موجب لوح نبشته ۱۰۷۰ تن کشته و عده کثیری را آشوری‌ها به بردگی بردند و تعدادی دام به رسم هدیه اخذ کردند.

## هدف آشوری‌ها از حملات

اسارت و کوچاندن سکنه ماد توسط آشوری‌ها

این لشکرکشی‌ها برای آشور از سه جهت اهمیت داشت:
- جلوگیری از امکان اتحاد میان مردم منائی و مادی از یک جهت و مقابله با قدرت فزاینده اورارتویی‌ها از جهت دیگر
- غارت مردم و گرفتن بردگان
- تدارک یک لشکرکشی علیه بابل که در آن زمان نامار را تحت فرمان و تسلط خویش درآورده بود. آن‌ها در ۸۱۹ پ.م. به بابل لشکرکشی کردند. این لشکرکشی بیشتر در خاک نامار جریان داشت. در سال‌های بعدی، آشوری‌ها به امور داخلی میان‌رودان سرگرم بودند ولی سرزمین ماد را هم از یاد نبردند.

شمشی ادد پنجم در سال ۸۱۰ پ.م. درگذشت و ادد نیراری سوم که کودکی خردسال بود، وارث تاج و تخت آشور گشت. در واقع، بیوه شمشی ادد، ملکه سمیرامیس، امور ملک را اداره می‌کرد. حکومت یک زن، در میان اقوام پیرامون که به سازمان پدرسالاری خو گرفته بودند، بر آن‌ها تأثیر عمیقی گذاشت و افسانه‌های فراوان دربارهٔ سمیرامیس، برای مدت‌ها در میان عموم شایع بود و حتی در عهد ما نیز در بعضی نقاط شایع هست.
آشوری‌ها قصد داشتند سرزمین ماد را کاملاً مطیع خویش سازند. متأسفانه دربارهٔ این لشکرکشی‌ها فقط یادآوری فهرست واری که در فهرست اسامی مردان سال به عمل آمده و همچنین از یک نبشته رسمی که اندکی مشروح‌تر است، اطلاعات مختصری وجود دارد. سمیرامیس و ادد نیراری پنج بار به خاک ماد لشکرکشی کردند. به گفته کتزیاس، سمیرامیس به نقاط دور دست مشرق تا باکتریا لشکر کشید و جنگ کرد. گرچه اعتماد به گفته‌های کتزیاس دشوار است ولی احتمالاً تا حدی روایت موثقی را نقل کرده است؛ زیرا در فاصله سال‌های ۸۰۲ پ.م. و ۷۸۸ پ.م. آشوری‌ها پیشرفت مهمی بسوی مشرق کردند؛ گرچه گمان نمی‌رود به اراضی اصلی باکتریا دست یافته باشند.
به هر صورت، روایتی که دربارهٔ تسخیر ماد توسط سمیرامیس در میان مردم شایع بوده و کتزیاس نقل کرده، اساساً صحیح است؛ گرچه مؤلف مزبور به رسم خویش، بر آن پایه افسانه طویلی ساخته و پرداخته است.

## یک متحد استراتژیک برای قبایل ماد
قبایل ماد هیچگاه نتوانستند به حاکمان منائی اعتماد کنند. منائی‌ها خود نیز در سیطره آشوری‌ها بودند؛ بدین سبب، حضور یک نیروی سیاسی، نظامی جدید می‌توانست معادلات را به نفع اتحادیه قبایل ماد بهبود بخشد. در دوران شکست و سرشکستگی مادی‌ها یک نیروی سیاسی جدید وارد درگیری با آشور شد و آن کسی نبود جز اورارتویی‌ها. دوران حکومت ادد نیراری سوم پادشاه آشور با آغاز تهاجم منوآ به جنوب شرقی آشور مصادف بود. ادد نیراری یا مادرش ملکه سمیرامیس با منوآ دوبار در منائی، پنج‌بار در خوبوشکیه، یک بار در دره علیای فرات پیکار کردند. همچنین شلمنسر چهارم جانشین ادد نیراری سوم نیز با اورارتو در جنگ بود ولی موفق نبود. در آن دوران اورارتو برای آشور خطری جدی بشمار می‌رفت؛ بنابراین، به‌طور طبیعی از میزان فشار حداکثری آشوری‌ها بر قبایل ماد تا حدی کاسته شد و ایشان توانستند با آزادی عمل بیشتر به آینده خویش بیندیشند و تصمیمات درست در جهت رهایی اتخاذ نمایند.
وقایع آغاز قرن هشتم یا ۷۹۹ پ.م. از لحاظ تاریخ ماد اهمیت فوق‌العاده داشت. در آن دوران که ماد هنوز برای مبارزه با دشمن خطرناکی چون آشور متحد و آماده نبود و پادشاهی نظامی آشور آن سرزمین را هدف چپاول و غارت‌گری‌های منظم قرار داده، مرتباً قطعاتی از خاک آن را متنزع می‌نمود، تهاجم اورارتو منجر به ایجاد حایلی میان آشور و ماد گشت و بدین منوال ماد از این‌که تحت انقیاد آشور درآید نجات یافت و چون خود اورارتویی‌ها از لحاظ قوم ماد به صورت بزرگ‌ترین خطر درآمدند مبارزه آزادی طلبانه منائی‌ها این خطر جدید را از قبایل سرزمین ماد دور ساخت. اورارتویی‌ها بیشتر اراضی منائی‌ها را به زیر فرمان خود درآوردند و مجدداً جسارت کرده به سرحددات بابل در دره دیاله حمله کردند، رقابت دو امپراتوری کشور گشا یعنی آشور و اورارتو به مادی‌ها و منائی‌ها کمک کرد.
شکست سختی که لشکریان تیگلات پیلسر سوم در سال ۷۴۳ پ.م. به اورارتو وارد آوردند، به دعاوی اورارتو در مورد سیطره بر منائی‌ها پایان بخشید و دوران رونق و شکفتگی دولت منائی‌ها آغاز گردید و در آن عهد از حیث نیرو و اهمیت چندان از اورارتو و آشور عقب نبود. اطلاعات بعدی راجع به ماد و منائی مربوط به سال ۷۱۹ پ.م. است.

## فرهنگ و تمدن مادها
در پایان قرن ششم پ.م. در قلمرو اتحادیه قبایل ماد افراد جامعه به‌طور کلی به دامداری اشتغال داشتند، گرچه از زراعت که بر پایه آبیاری مصنوعی بوده نیز اطلاع داشتند. پرورش اسب اهمیت خاص داشت دام‌های بزرگ شاخدار و گوسفند نیز پرورش می‌دادند. با پرورش شتران دوکوهان باکتریایی نیز آشنا بودند. پیشه‌ها بر خلاف نواحی غربی و شمال‌غربی ـ یعنی حدود کردستان و آذربایجان ـ رونقی نداشت و چندان در ماد تکامل نیافته بود.
ارتش هنوز از مردم جدا نشده بود. اصطلاح کاره که در کتیبه بیستون به کار رفته هم، به معنی «لشکر» است و هم به معنی «مردم». ظاهراً سپاهیان از داوطلبان قبایل بودند. به گفته هرودوت در قرن هفتم پ.م. تقسیم‌بندی ارتش ماد از روی بستگی قبیله‌ای بود؛ نه نوع سلاح. هر فرد آزادی که قادر به حمل سلاح بود، سپاهی محسوب می‌شد. تصادفی نیست که آشوری‌ها دائماً نام مادی‌ها را نه تنها با صفت دور بلکه نیرومند نیز موصوف می‌سازند. این می‌رساند که مادی‌ها برغم تفرقهٔ ظاهری و تقسیم به کشورهای کوچک متحد بوده‌اند. به دیگر سخن … اینکه با وجود حفظ و ذکر نام‌های متصرّفات کوچک، اصطلاح مادای را نیز به موزات آنها به کار می‌برند و مادها را به صفت نیرومند موصوف می‌سازند، می‌رساند که موجودیت اتحادیه قبایل ماد به‌طور کلی محفوظ مانده بود.

## دوره دوم تهاجم به سرزمین ماد
در سال ۷۴۴ پ.م. سپاه تیگلات پیلسر سوم به‌سوی درهٔ رود دیاله حرکت کرده و وارد سرزمین پارسوآ شد؛ سرزمین مفتوح جزو خاک آشور گشت. سال‌نامه‌های تیگلات-پیلسر سوم به‌صورت ناقصی (نوشته‌های بریده‌بریده‌ای بر الواح نیمه‌سترده) یافت شده است. شرادر و روست حدس زده‌اند که تیگلات پیلسر به تصرف پارسوآ اکتفا نکرده، به داخل سرزمین ماد نفوذ کرده است. در این سال‌نامه‌ها با جملات بریده‌بریده‌ای از تصرف دهکدهٔ آرازیاش یاد شده که مردم آن علیه بی‌سی‌خادیر فرمان‌فرمای کیشه‌سو خروج کرده بودند؛ سپس دربارهٔ فرار راماتئا فرمان‌فرمای آرازیاش سخن به میان آمده و ضمناً گفته شده که در دهکده‌های وی، گذشته از اسبان و دام‌های شاخ‌دار، ذخایر سنگ لاجورد باکتریا نیز به چنگ مهاجمان افتاده است. در متن به‌صراحت آمده که آخرین نقطهٔ لشکرکشی دژ مادی زاگروتی بوده است؛ سپس آشوری‌ها راه بازگشت پیش گرفتند.

## در ادبیات
در برخی اشعار و متون به سرزمین ماه، مای یا ماد اشاره شده است:
- سوزنی سمرقندی در بیتی از این سرزمین در کنار دماوند به عنوان سرزمینی یاد می‌کند که به سحر و جادو شهرت دارد:[۲۰]

| به چیست گویی سحر حلال در ره شعر |  | چنان نمایم کز مای یا دماوندم |

## نگارخانه

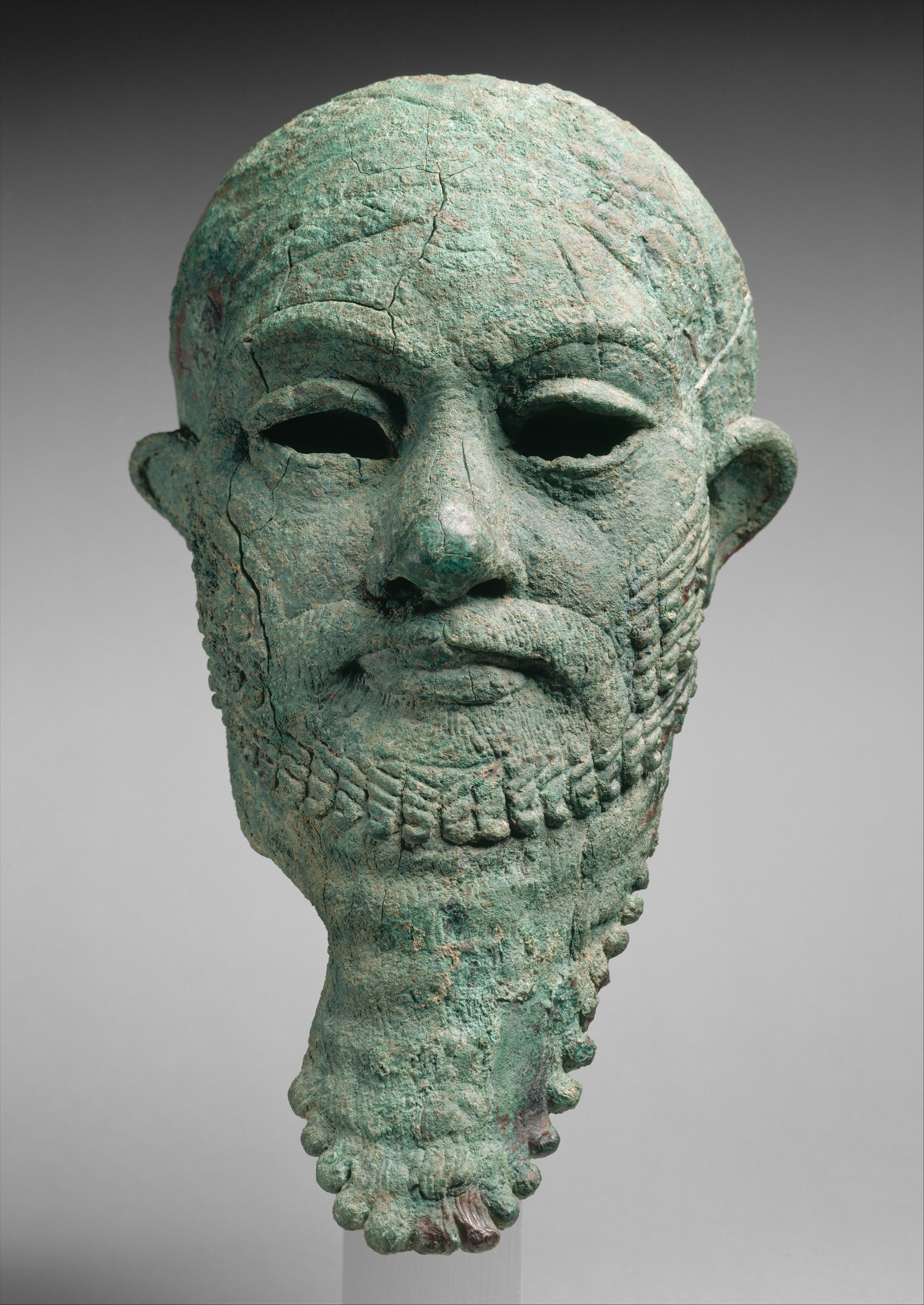
سر مفرغی کشف شده از همدان
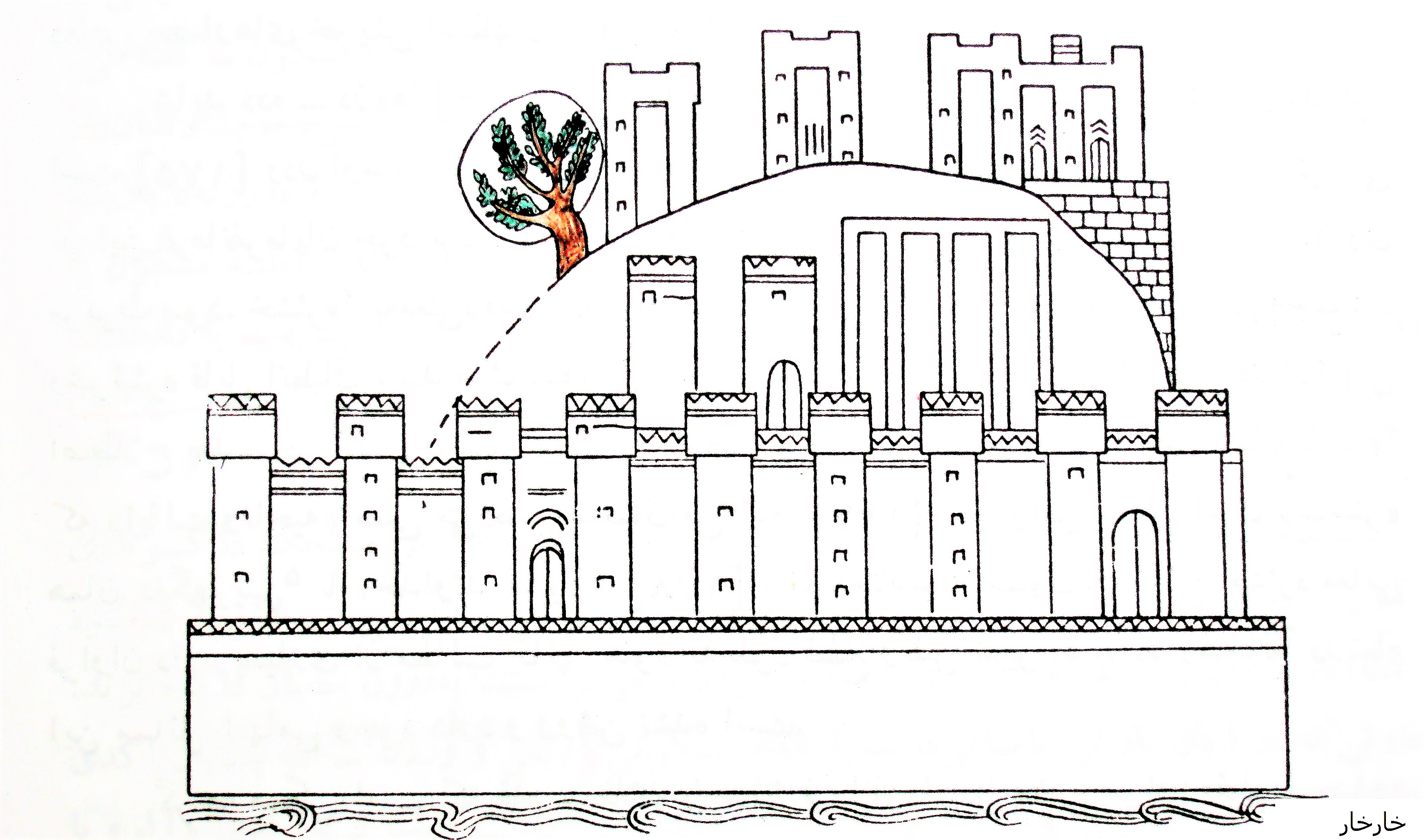
یک دژ مادی واجد حصار
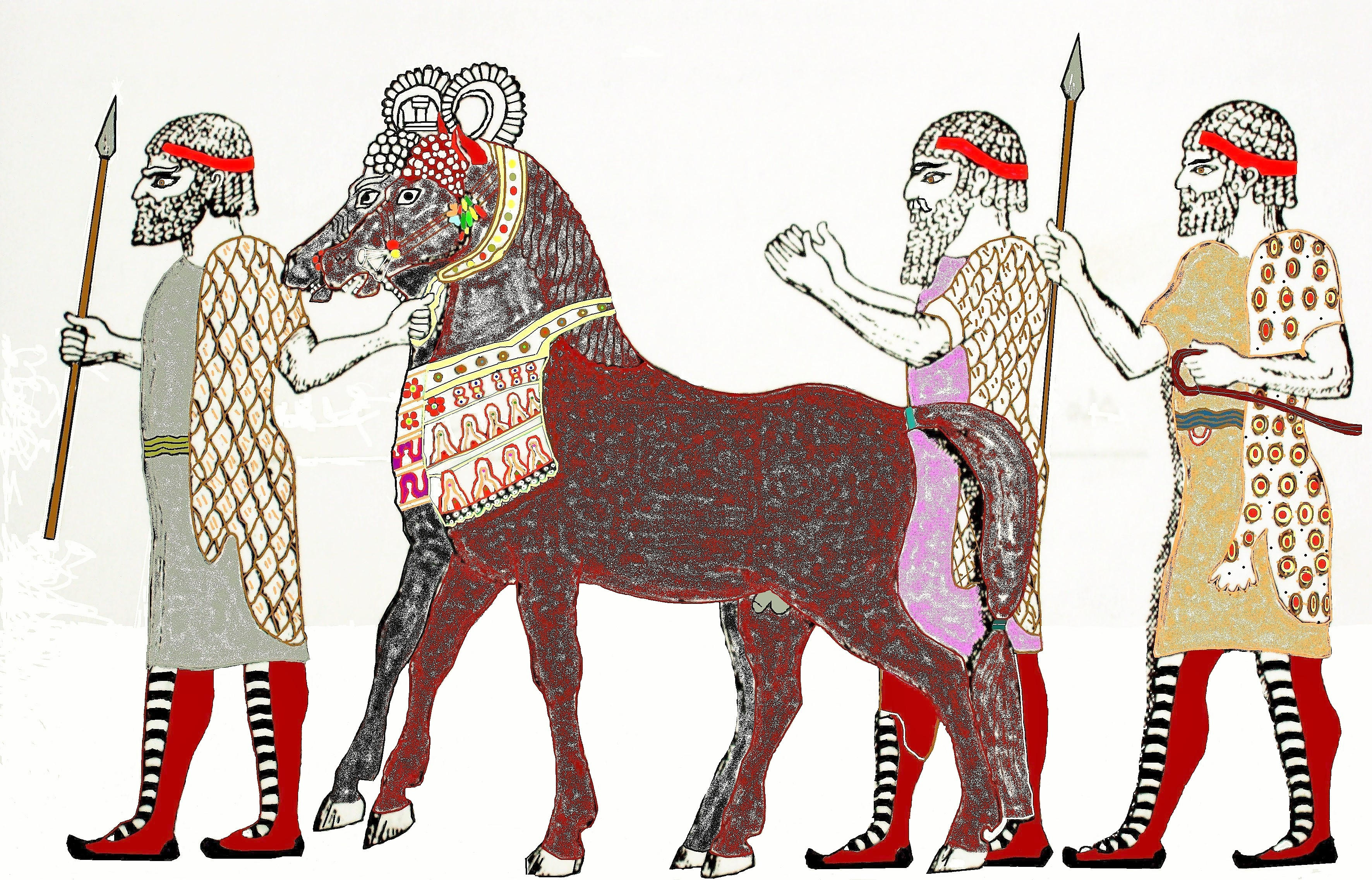
اسبان و سران مادی
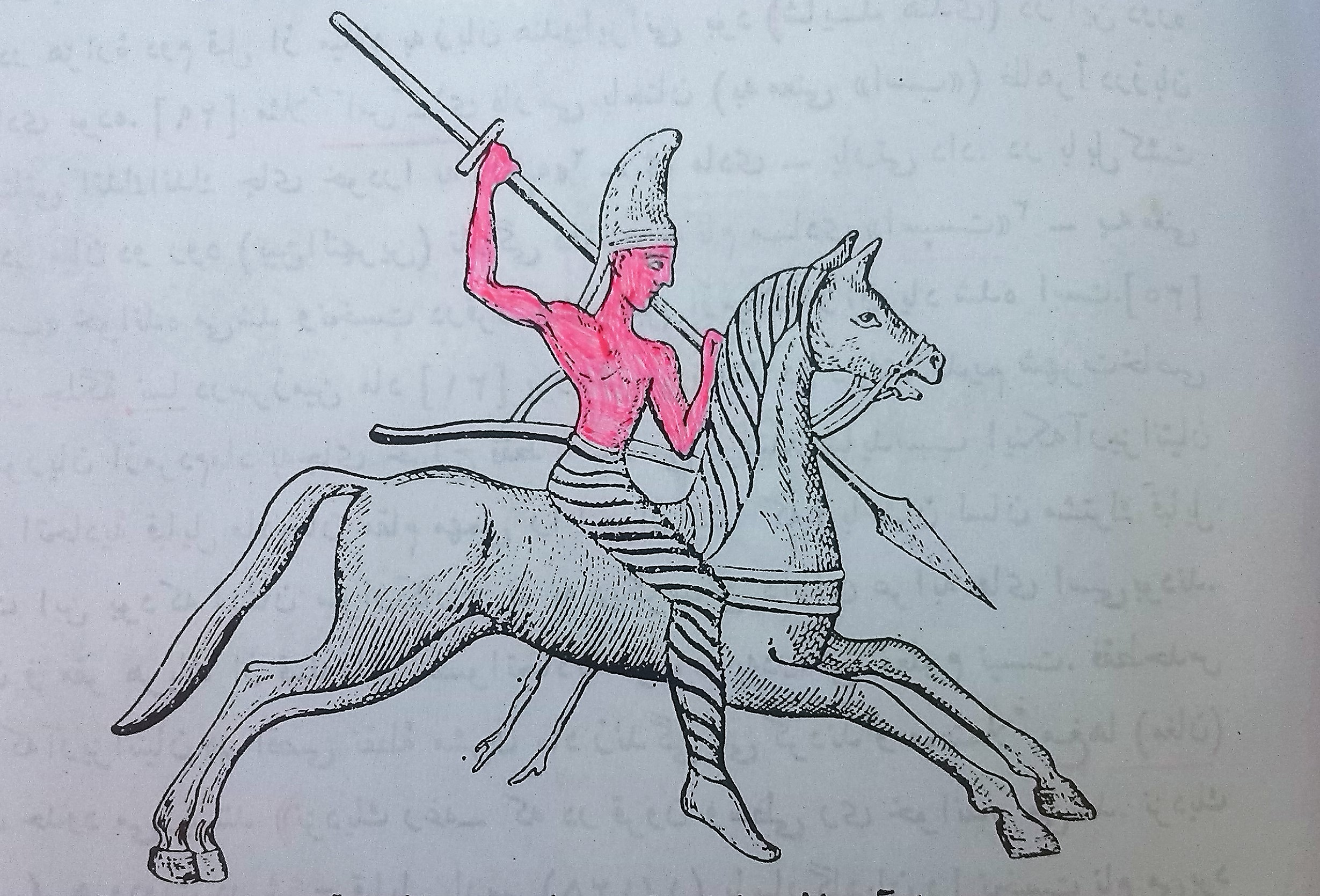
یک سوار مادی
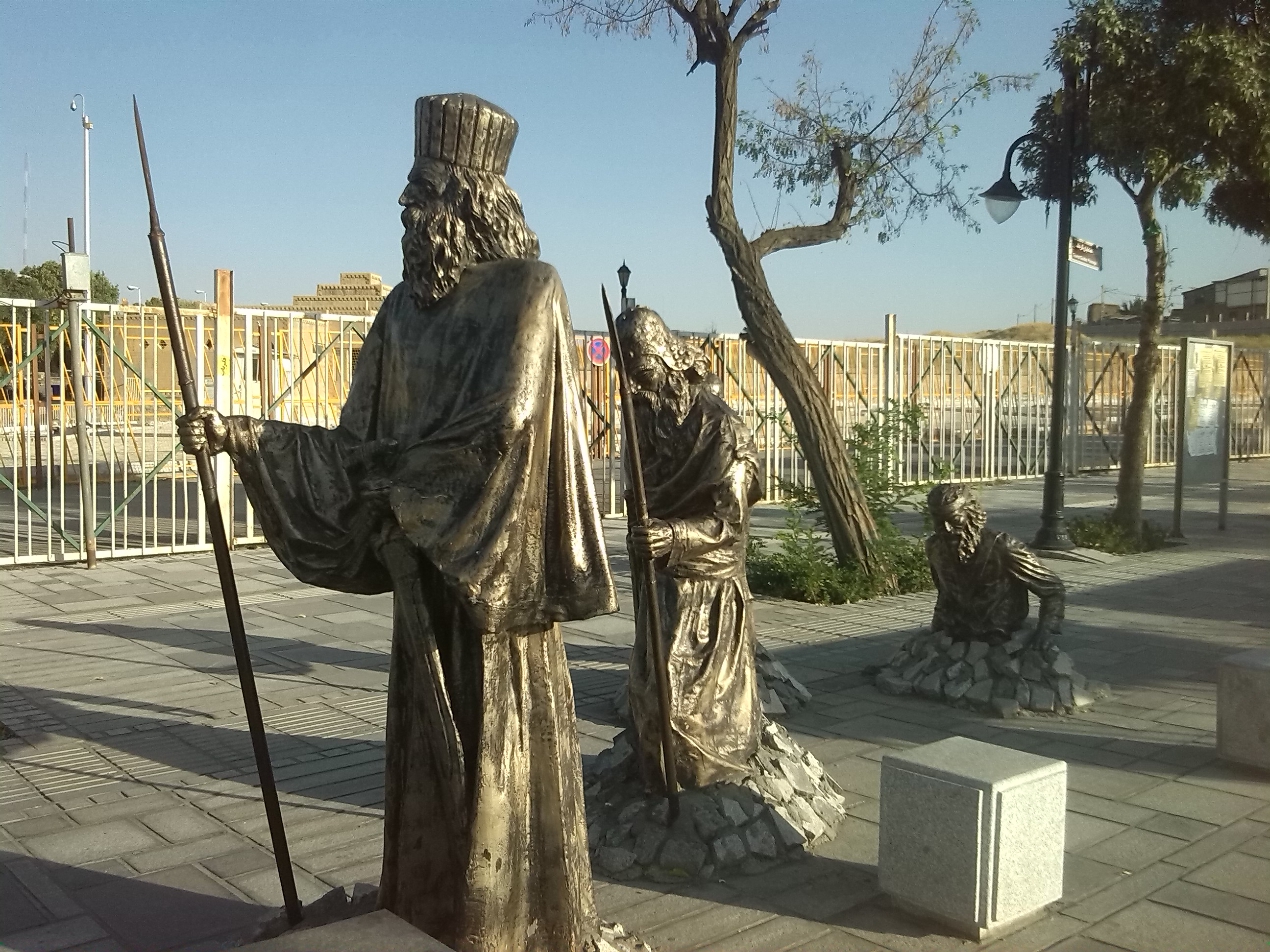
طرحی از افراد مادی
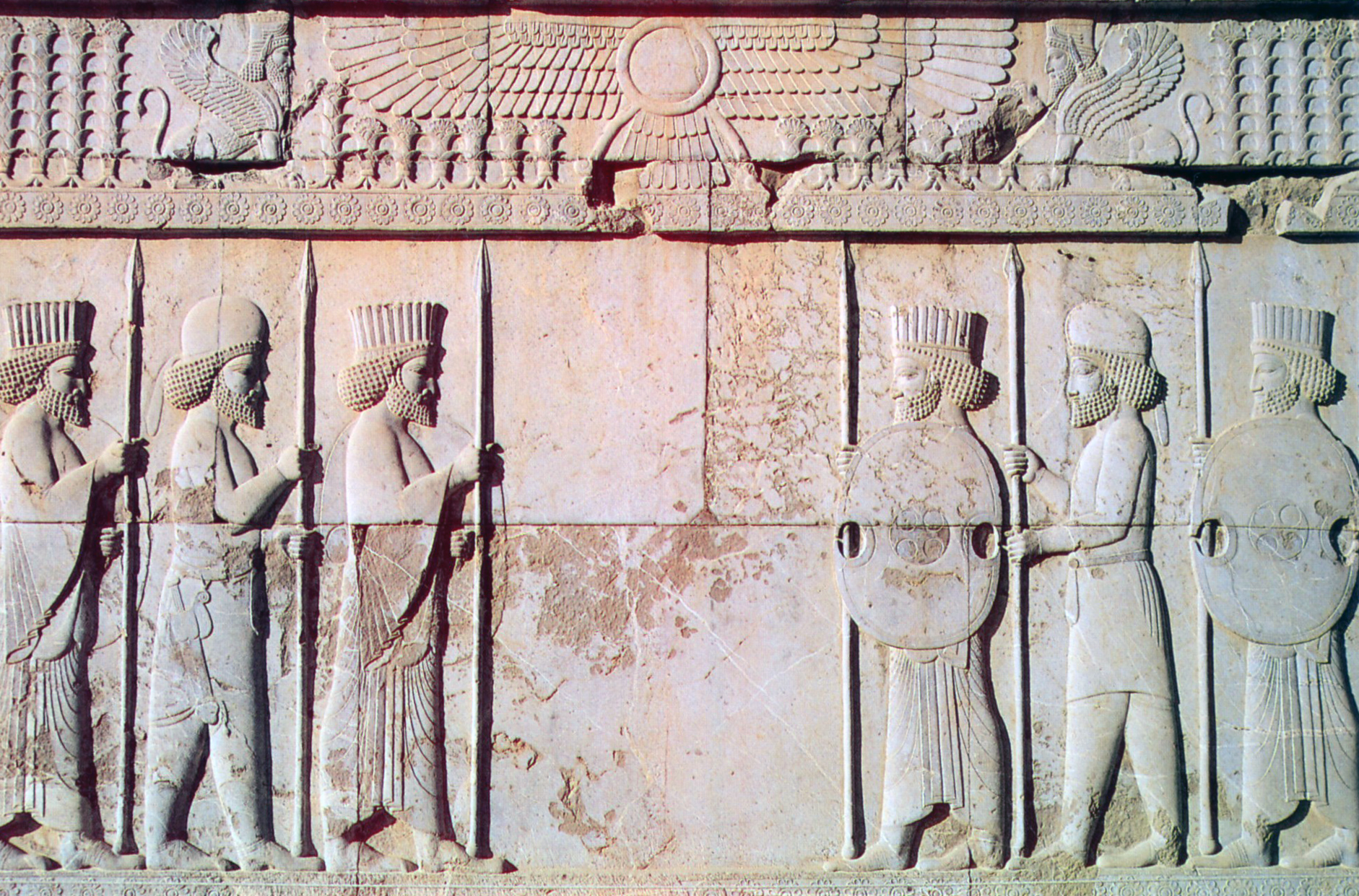
جنگجویان مادی در دولت هخامنشی
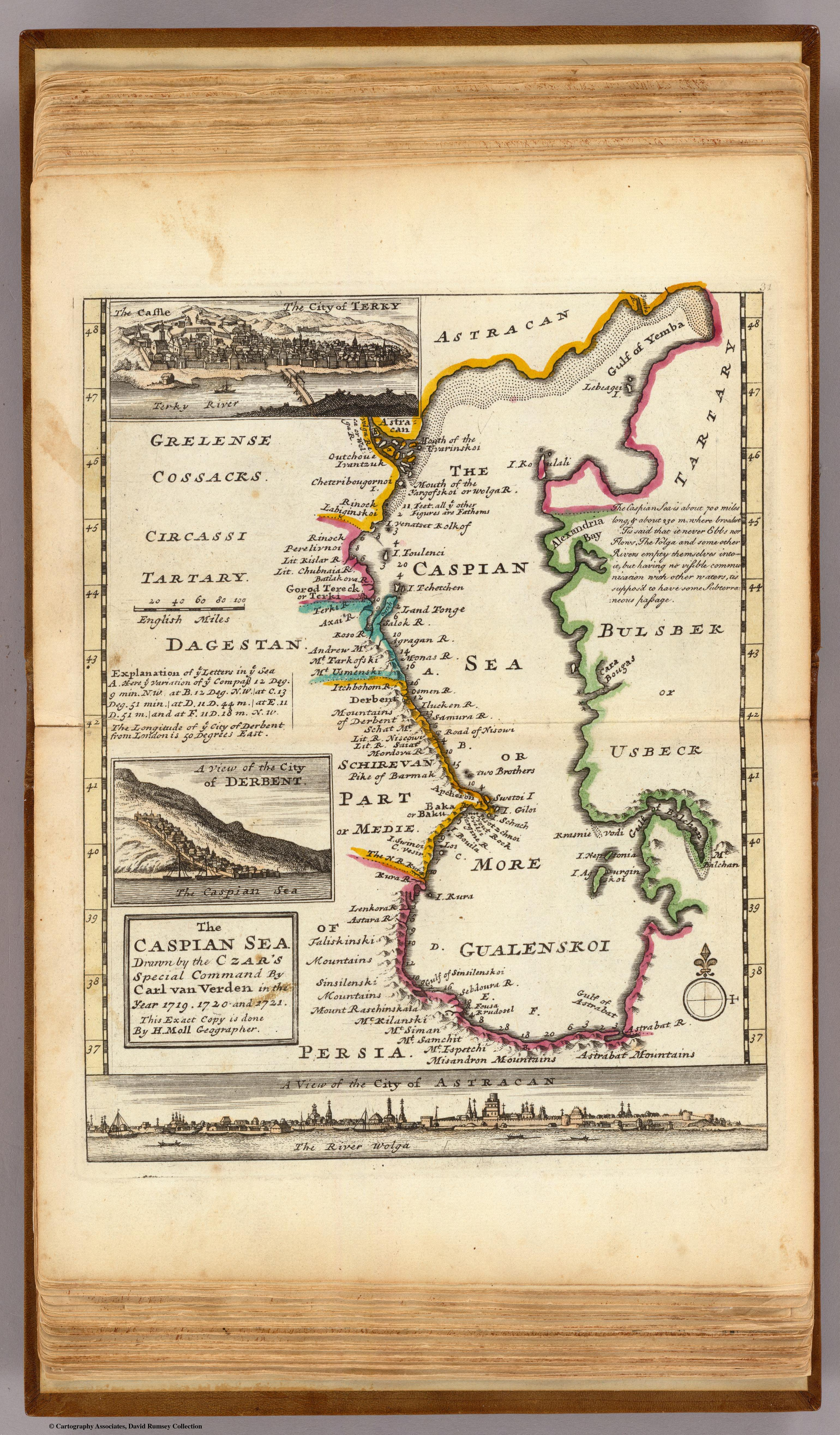
خزر و پیرامون آن، اسناد آذربایجانی
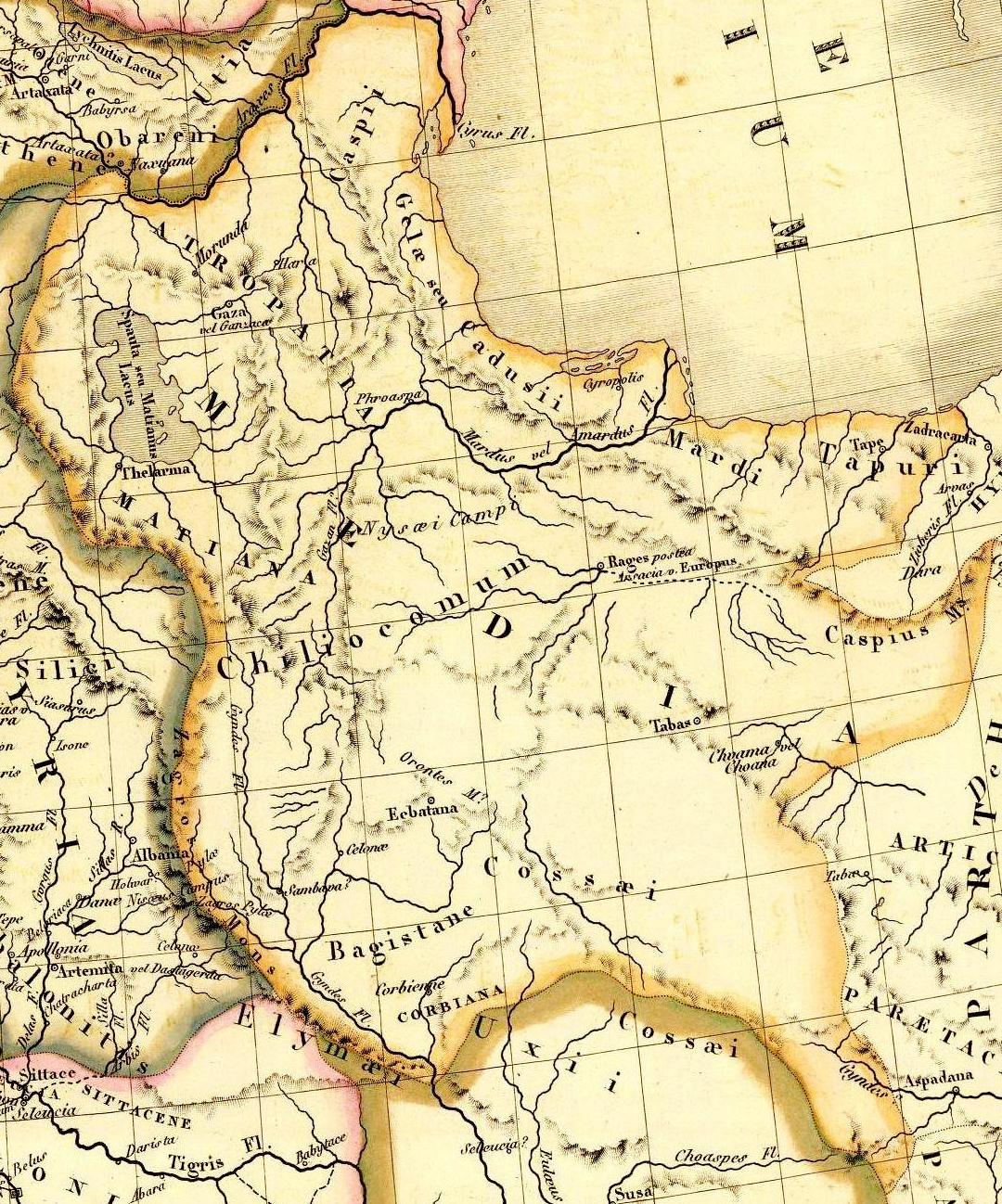
موقعیت رودخانه آماردوس در سرزمین ماد